# Rudaczek północny
Rudaczek północny (Selasphorus rufus) – gatunek małego, wędrownego ptaka z rodziny kolibrowatych (Trochilidae), zamieszkującego Amerykę Północną. Samce podczas toków odbywają pionowe, okrężne loty, skrzydła wydają bzyczące dźwięki.
SystematykaBlisko spokrewniony z rudaczkiem kalifornijskim (S. sasin). Nie wyróżnia się podgatunków.
WyglądDługość ciała 8–9 cm. Samiec – wierzch ciała pomarańczowordzawy, mieniące się pomarańczowoczerwone gardło. Górna część piersi biała, boki jasnopomarańczowordzawe. Samica – wierzch ciała zielony, rdzawe boki i ogon. Spód ciała biały, na gardle złotozielone plamy. Zewnętrzne sterówki szerokie z białymi końcami.
Zasięg, środowiskoOd południowo-wschodniej Alaski przez zachodnią Kanadę po północno-zachodnie USA. Zimuje w południowej Kalifornii, na amerykańskim wybrzeżu Zatoki Meksykańskiej oraz na większości terytorium Meksyku.
StatusMiędzynarodowa Unia Ochrony Przyrody (IUCN) od 2018 roku uznaje rudaczka północnego za gatunek bliski zagrożenia (NT – near threatened), wcześniej (od 1988 roku) miał on status gatunku najmniejszej troski (LC – least concern). Liczebność populacji w 2016 roku szacowano na 19 milionów dorosłych osobników. Trend liczebności populacji jest spadkowy, a przyczyny tego nie są do końca poznane.